# 살로니아 마티디아

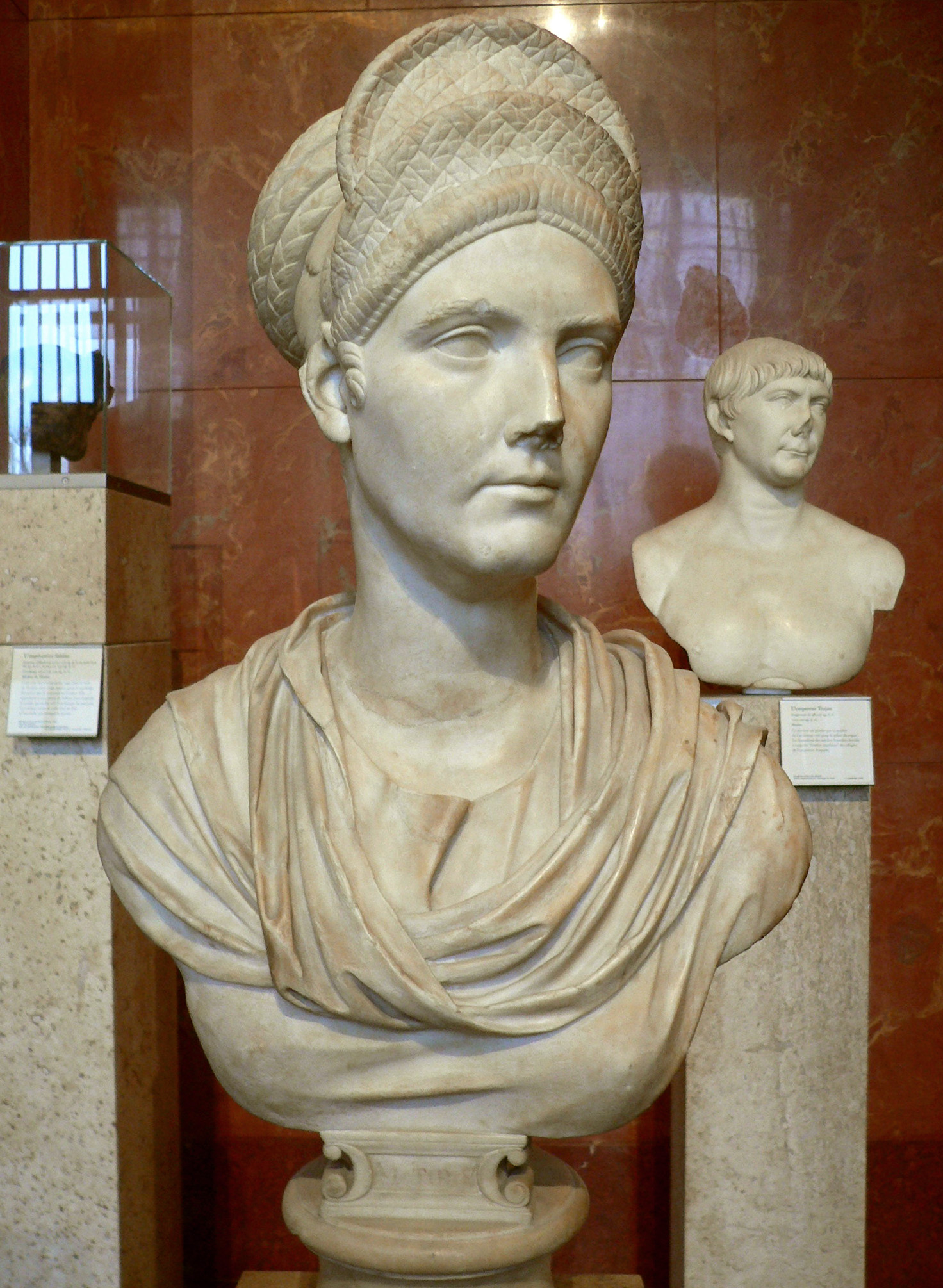
살로니아 마티디아

살로니아 마티디아(Salonia Matidia, 68년 7월 4일 ~ 119년 12월 23일)는 울피아 마르키아나와 부유한 법무관 가이우스 살로니우스 마티디우스 파트루이누스의 딸이자 유일한 자녀이다. 외가쪽 숙부는 로마 황제 트라야누스이다. 트라야누스는 자식이 없었고 그녀를 자신의 친딸처럼 대했다. 그녀의 아버지가 서기 78년에 사망한 후에 마티디아는 어머니와 함께, 트라야누스와 그의 아내인 폼페이아 플로티나와 같이 살았다.
81년과 82년 사이에, 마티디아는 부집정관이자 전직 프로콘술 루키우스 비비우스 사비누스와 혼인했다. 사비누스는 83년 혹은 84년에 사망했다. 마티디아는 사비누스 사이에서 비비아 사비나라는 딸을 낳았는데, 이 딸은 미래의 로마 황제인 하드리아누스와 혼인하게 된다. 마티디아가 자신의 사촌인 하드리아누스에게 우호적인 감정을 갖고 있었고 그가 비비아 사비나와 결혼하는 걸 허용했다.
84년에, 마티디아는 루키우스 민디우스라는 로마 귀족이라는 것 외에는 알려지지 않은 자와 재혼했다. 마티디아는 민디우스 사이에서 마티디아 미노르라고 더 잘 알려진, 민디아 마티디아라는 딸을 낳았다. 민디우스는 85년에 사망했다.

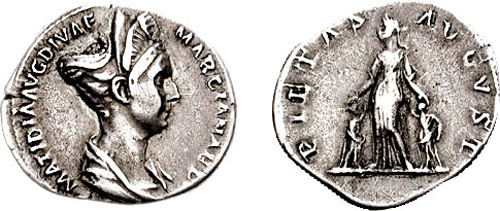
여신 피에스타스로서 자신의 딸들인 사비나와 마티디아 미노르를 손으로 떠받치고 있는 마티디아 아우구스타를 나타내는 데나리우스

마티디아는 이후에 88년에 부집정관이었던 루키우스 스크리보니우스 리보 루필리우스 프루기 보누스와 혼인했다. 마티니아는 프루기 사이에서 루필리아 파우스티나라는 딸을 낳았다. 파우스티나는 원로원 의원 마르쿠스 안니우스 베루스와 혼인하게 되어 딸 한 명과 아들 둘을 낳게 된다. 파우스티나는 자녀들을 통해, 로마 황제 마르쿠스 아우렐리우스와 그의 아내 파우스티나 미노르와 더불어 마르쿠스의 여동생 안니아 코르니피키아 파우스티나의 조모가 된다.
마티디아는 종종 숙부와 같이 움직였고 결정을 하는 데 있어 도움을 주기도 했다. 어머니처럼, 마티디아는 로마 제국 전역에 그녀의 이름이 새겨진 기념물과 기념비가 세워지는 영예를 누렸다. 112년 8월 29일에 그녀는 마르키아나의 사망 및 신격화 이후에 아우구스타라는 칭호를 수여받았다.

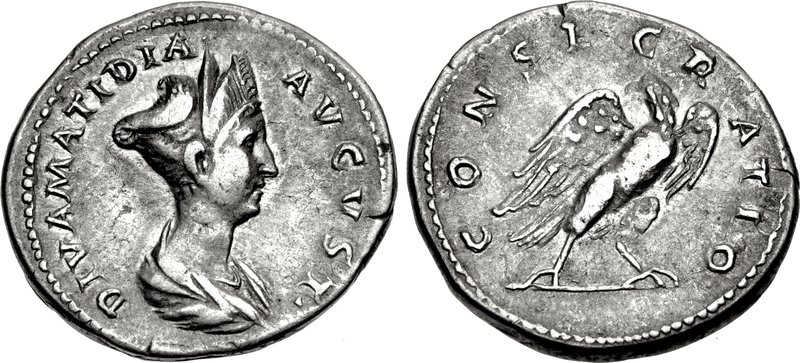
마티디아랄 묘사하는 데나리우스로, 뒷면에는 신(Diva)로서 그녀의 신격화를 기념하는 제명CONSECRATIO과 독수리가 묘사되어 있다

트라야누스가 117년에 사망할 때, 마티디아와 플로티나는 트라야누스의 유해를 로마로 가져왔다. 119년에 마티디아가 사망하자, 로마 황제 하드리아누스는 그녀의 장례 연설을 하고, 그녀를 신격화하였으며, 로마에 그녀의 신전과 제단을 설치하였다 이에 따라 마티디아는 남편과 함께 이용되거나 소규모의 성소가 헌정되는 것과는 반대로, 자신만의 완전한 규모의 신전이 헌정된 최초의 신격화된 로마 여성이 되었다.

## 같이 보기
- 트라야누스